# 僕は燃えてる
『僕は燃えてる』（ぼくはもえてる）は、1969年3月25日に日本ビクター（現・JVCケンウッド）の音楽レコード事業部のビクターレコードから発売されたオックスの楽曲である。この年の5月に失踪(脱退)した赤松愛在籍時の最後のシングルレコード。

## 解説
- 作詞は橋本淳、作曲・編曲は筒美京平である。野口ヒデトが歌う歌謡曲調の曲。
- B面は「夜明けのオックス」（橋本淳 作詞、筒美京平 作曲）。グループ名「オックス」が曲のタイトルについた曲としては2作目。

## 収録曲
両曲共に作詞:橋本淳／作曲・編曲:筒美京平
1. 僕は燃えてる
2. 夜明けのオックス